# Фонтен (Изер)
Фонтен (фр. Fontaine) — коммуна во Франции, находится в регионе Рона — Альпы. Департамент коммуны — Изер. Является центром двух кантонов — Фонтен-Веркор и Фонтен-Сесине. Округ коммуны — Гренобль.
Код INSEE коммуны — 38169. Население коммуны на 2007 год составляло 22394 человека. Населённый пункт находится на высоте от 202 до метров над уровнем моря. Муниципалитет расположен на расстоянии около 480 км юго-восточнее Парижа, 95 км юго-восточнее Лиона, 4 км западнее Гренобля. Мэр коммуны — Yannick Boulard, мандат действует на протяжении 2008—2015 гг.
Динамика населения (INSEE):

## Города-побратимы
- Шмалькальден, Германия (1963)
- Альпиньяно, Италия (1971)
- Сомматино, Италия (1991)